# Kleinia grandiflora
Kleinia grandiflora là một loài thực vật có hoa trong họ Cúc. Loài này được (wallich ex DC.) N.Rani mô tả khoa học đầu tiên năm 1983.